# Clitoria annua
Clitoria annua är en ärtväxtart som beskrevs av John Graham. Clitoria annua ingår i släktet Clitoria, och familjen ärtväxter. Inga underarter finns listade i Catalogue of Life.